# ستيوارت ألدرسون
ستيوارت ألدرسون (بالإنجليزية: Stuart Alderson)‏ (15 أغسطس 1948 في المملكة المتحدة - ) هو لاعب كرة قدم بريطاني في مركز جناح ‏. لعب مع نادي يورك سيتي ونيوكاسل يونايتد ونادي أشينغتون ‏.

## وصلات خارجية
- ستيوارت ألدرسون على موقع قاعدة بيانات كرة القدم.إي يو (الإنجليزية)